# 災害支援ナース
災害支援ナース（さいがいしえんナース）とは、看護職能団体の一員として、被災した看護職の心身の負担を軽減し支えるよう努めるとともに、被災者が健康レベルを維持できるように、被災地で適切な医療・看護を提供する役割を担う看護職のことであり、都道府県看護協会に登録されていると日本看護協会により定義されている。

## 国内への派遣
東日本大震災の際には、40都道府県の看護協会より岩手県、宮城県、福島県の避難所・医療施設へ938人、延べ3,770人が派遣されたほか、宮城県看護協会では現地対策本部が設置された。
2016年に発生した熊本地震の際には、15都道府県の看護協会より熊本県の避難所など計28カ所へ延べ1,961人が派遣された。
なお、海外への派遣体制は無いが、見舞金を拠出したり、見舞状を送付したりしている。